# Pozemní hokej na Letních olympijských hrách 1980
Pozemní hokej na LOH 1980 v Moskvě zahrnoval turnaj mužů a poprvé v historii i turnaj žen. Všechny zápasy obou turnajů se odehrály ve dnech 20. až 31. července 1980 na Malém stadionu fotbalového klubu FK Dynamo Moskva a na Stadionu mladých pionýrů. LOH 1980 byly poznamenány bojkotem ze strany USA a dalších 64 států, což velmi ovlivnilo oba turnaje v pozemním hokeji. Turnaje mužů se zúčastnila pouze 2 mužstva patřící do tehdejší světové špičky v pozemním hokeji, konkrétně Indie a na protest pod olympijskou vlajkou startující Španělsko. Turnaje žen se dokonce nezúčastnil ani jeden tým, který by patřil do tehdejší světové špičky ženského pozemního hokeje.

## Program soutěží
Turnaje mužů se zúčastnilo 6 týmů, které spolu hrály způsobem jeden zápas každý s každým a poté byla vyhodnocena tabulka, ze které týmy na 1. a 2. místě postoupily do finále, týmy na 3. a 4. místě sehrály zápas o 3. místo a týmy na 5. a 6. místě sehrály zápas o 5. místo. Turnaje žen se zúčastnilo také 6 týmů, které spolu hrály způsobem jeden zápas každý s každým a poté byla vyhodnocena konečná tabulka turnaje. Finále a zápasy o umístění ženy nehrály.

## Turnaj mužů
| Zlato   | Indie (IND)         |
| Stříbro | Španělsko (ESP)     |
| Bronz   | Sovětský svaz (URS) |

### Základní část
- 20. července
- Polsko - Kuba 7:1
- Indie - Tanzanie 18:0
- Španělsko - SSSR 2:1
- 21. července
- SSSR - Kuba 11:2
- Španělsko - Tanzanie 12:0
- Indie - Polsko 2:2
- 23. července
- Kuba - Tanzanie 4:0
- Indie - Španělsko 2:2
- SSSR - Polsko 5:1
- 24. července
- Indie - Kuba 13:0
- Španělsko - Polsko 6:0
- SSSR - Tanzanie 11:2
- 26. července
- Polsko - Tanzanie 9:1
- Indie - SSSR 4:2
- Španělsko - Kuba 11:0

| Poř. | Tým       | Z | V | R | P | VG | OG | B |
| ---- | --------- | - | - | - | - | -- | -- | - |
| 1.   | Španělsko | 5 | 4 | 1 | 0 | 33 | 3  | 9 |
| 2.   | Indie     | 5 | 3 | 2 | 0 | 39 | 6  | 8 |
| 3.   | SSSR      | 5 | 3 | 0 | 2 | 30 | 11 | 6 |
| 4.   | Polsko    | 5 | 2 | 1 | 2 | 19 | 15 | 5 |
| 5.   | Kuba      | 5 | 1 | 0 | 4 | 7  | 42 | 2 |
| 6.   | Tanzanie  | 5 | 0 | 0 | 5 | 3  | 54 | 0 |

### Zápas o 5. místo
- 29. července
- Tanzanie - Kuba 1:4

### Zápas o 3. místo
- 29. července
- SSSR - Polsko 2:1

### Finále
- 29. července
- Indie - Španělsko 4:3

### Medailisté
| Zlato | Stříbro | Bronz |
| --- | --- | --- |
| Indie | Španělsko | SSSR |
| Allan Schofield Bir Bhadur Chettri Sylvanus Dung Dung Rajinder Singh Davinder Singh Gurmail Singh Ravinder Pal Singh Vasudevan Baskaran Sommayya Maneypande Maharaj Krishan Kaushik Charanjit Kumar Merwyn Fernandes Amarjit Singh Rana Mohamed Shahid Zafar Iqbal Surinder Singh Sodhi | Juan Amat Juan Arbós Jaime Arbós Javier Cabot Ricardo Cabot Miguel Chaves Juan Coghen Miguel de Paz Francisco Fábregas José Garcia Rafael Garralda Santiago Malgosa Paulino Monsalve Juan Pellón Carlos Roca Jaime Zumalacárregui | Vladimir Plešakov Vjačeslav Lampejev Leonid Pavlovskij Sos Ajrapetjan Farid Zigangirov Valerij Beljakov Sergej Klevcov Oleg Zagorodněv Alexandr Gusev Sergej Plešakov Michail Ničepurenko Minněulla Azizov Alexandr Syčov Alexandr Mjasnikov Viktor Děputatov Alexandr Gončarov |

## Turnaj žen
| Zlato   | Zimbabwe (ZIM)       |
| Stříbro | Československo (TCH) |
| Bronz   | Sovětský svaz (URS)  |

- 25. července
- Polsko - Zimbabwe 0:4
- Rakousko - Indie 0:2
- SSSR - Československo 2:0
- 27. července
- Indie - Polsko 4:0
- Zimbabwe - Československo 2:2
- SSSR - Rakousko 0:2
- 28. července
- Indie - Československo 1:2
- Rakousko - Polsko 3:0
- SSSR - Zimbabwe 0:2
- 30. července
- SSSR - Polsko 6:0
- Rakousko - Československo 0:5
- Indie - Zimbabwe 1:1
- 31. července
- Polsko - Československo 0:1
- Rakousko - Zimbabwe 1:4
- SSSR - Indie 3:1

| Poř. | Tým            | Z | V | R | P | VG | OG | B |
| ---- | -------------- | - | - | - | - | -- | -- | - |
| 1.   | Zimbabwe       | 5 | 3 | 2 | 0 | 13 | 4  | 8 |
| 2.   | Československo | 5 | 3 | 1 | 1 | 10 | 5  | 7 |
| 3.   | SSSR           | 5 | 3 | 0 | 2 | 11 | 5  | 6 |
| 4.   | Indie          | 5 | 2 | 1 | 2 | 9  | 6  | 5 |
| 5.   | Rakousko       | 5 | 2 | 0 | 3 | 6  | 11 | 4 |
| 6.   | Polsko         | 5 | 0 | 0 | 5 | 0  | 18 | 0 |

### Medailistky
| Zlato | Stříbro | Bronz |
| --- | --- | --- |
| Zimbabwe | Československo | SSSR |
| Sarah Englishová Maureen Georgeová Ann Grantová Susan Huggettová Patricia McKillopová Brenda Phillipsová Christine Prinslooová Sonia Robertsonová Anthea Stewartová Helen Volková Linda Watsonová Elizabeth Chaseová Sandra Chicková Gill Cowleyová Trish Daviesová Arlene Boxallová | Milada Blažková Jiřina Čermáková Jiřina Hájková Berta Hrubá Ida Hubáčková Jiřina Kadlecová Jarmila Králíčková Jiřina Křížová Alena Kyselicová Jana Lahodová Květoslava Petříčková Viera Podhányiová Iveta Šranková Marie Sýkorová Marta Urbanová Lenka Vymazalová | Valentina Zazdravnychová Taťjana Švyganovová Galina Vjužaninová Taťjana Jembachtovová Alina Chamová Natělla Krasnikovová Naděžda Ovečkinová Nělli Gorbatkovová Jelena Gurjevová Galina Inžuvatovová Naděžda Filipovová Ljudmila Frolovová Lidija Glubokovová Lejla Achmerovová Natalja Buzunovová Natalja Bykovová |